# Jamal Ait Lmaalem
Jamal Ait Lmaalem, né le 1er juillet 1990 à Aït Melloul, est un footballeur marocain évoluant au poste de défenseur.